# Diechterhoren
Le Diechterhoren (en suisse allemand, Diechterhorn en allemand) est un sommet des Alpes uranaises, en Suisse. Il culmine à 3 388 m d'altitude et possède un sommet secondaire plus au nord, à 3 385 m d'altitude,.

## Géographie
Le Diechterhoren surplombe le glacier de Trift au nord-est, le lac de Gelmer au sud-ouest et la portion de la vallée de l'Aar appelée Haslital à l'ouest, au niveau de la commune de Guttannen.